# Antipasto

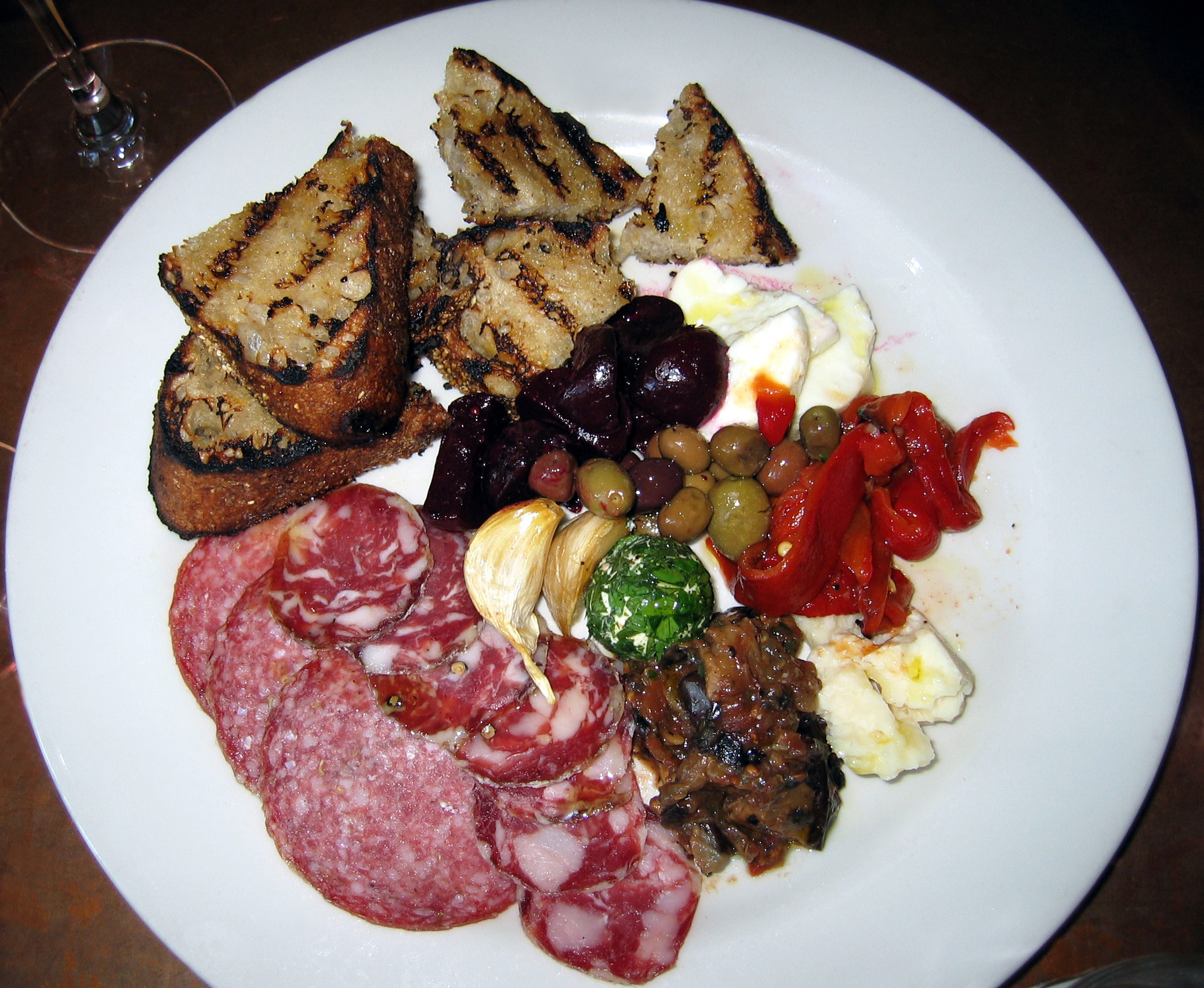
Antipasto misto con bruschette.

Een antipasto (meervoud: antipasti) is een Italiaans aperitiefhapje dat traditioneel voor het avondmaal geserveerd wordt. Antipasti betekent letterlijk voor de maaltijd en duidt een vrij lichte schotel aan. Een antipasto kan bijvoorbeeld worden geserveerd als een plakje parmaham of serranoham, maar ook als een paar plakjes mozzarella of een handjevol amandelen of olijven. Antipasti kunnen ook worden geserveerd als eenvoudig voorgerecht, of als hapje tussendoor. In elk Italiaans restaurant worden antipasti aangeboden. Vaak zijn deze antipasti daar uitgebreider. Ook op feestjes of bruiloften kunnen deze lekkernijen worden aangeboden. Op Italiaanse markten zijn vaak stalletjes te vinden die hun specialiteiten qua antipasti aanbieden, zoals gefrituurde babyartisjokken. Net als de Spaanse tapas en Mediterrane mezze kent de antipasti zijn klassiekers:

## Insalata caprese
Een antipasto kan ook een salade zijn, waarvan deze klassieke 'insalata caprese' een goed voorbeeld is. De insalata caprese bestaat uit plakjes rijpe tomaat, buffelmozzarella en blaadjes basilicum. Vrijwel altijd worden deze hapjes op smaak gebracht met extra vierge olijfolie en zout en peper uit de molen. 

## Panzanella
Panzanella is traditioneel ook een salade in allerlei variaties. Het is een traditioneel Toscaans gerecht bestaande uit brood wat op smaak wordt gebracht met ansjovis, olijven, kappertjes, tomaat en kruiden als basilicum. 

## Caponata
De caponata is een licht stoofpotje dat veelal koud wordt geserveerd met een stukje brood. De hoofdingrediënten bestaan uit o.a. aubergine en courgettes.

## Vijgen met prosciutto
Prosciutto crudo is een hamsoort die goed combineert met zoetsappige vijgen. Met grove peper uit de molen en een royale scheut olijfolie vormt deze antipasto een echte klassieker.
In de Italiaanse keuken (dit hoeft niet alleen voor de antipasti te gelden) komen vaak dezelfde soort ingrediënten voor die verrassend genoeg steeds een nieuw gerecht kunnen vormen.